# Villa Rustica (Withington)

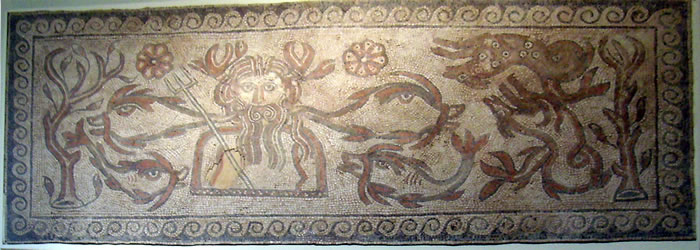
Neptun oder Oceanus in einer Meeresszene

Die Villa Rustica bei Withington ist ein ehemaliger römischer Gutshof (Villa rustica) bei Withington in der heutigen Grafschaft Gloucestershire in England. Sie liegt westlich des River Coln und etwa 14,5 Kilometer nördlich von Corinium Dobunnorum (das heutige Cirencester).
Die Reste der Villa wurden 1811 bis 1812 von Henry Charles Brooke und Samuel Lysons ausgegraben, die die Ausgrabungsergebnisse auch publizierten. Die Villa ist vor allem wegen ihrer zahlreichen gut erhaltenen Mosaiken von Bedeutung. Wegen der frühen Grabungen, die sich vor allem auf die Mosaiken konzentrierten, ist es jedoch nicht möglich, einen vollständigen Plan zu erstellen. Wahrscheinlich hatte die Villa an der Süd- und Nordseite einen Portikus. Der Portikus an der Nordseite wurde zu einer ungewissen Zeit in Räume aufgeteilt, die dann mit Mosaiken ausgestattet wurden. In der Ostseite der Villa gab es einen großen (10,5 × 5,6 Meter) mit einem figürlichen Mosaik ausgestatteten Raum. Dieser entstand, als im vierten Jahrhundert zwei Räume zusammengelegt wurden. Ein großes quadratisches Feld zeigte Orpheus und Tiere um ihn herum angeordnet. Die zentrale Figur des Orpheus war schon bei der Auffindung des Mosaiks stark beschädigt. Dieser Teil des Mosaikbodens war einst ein eigenes Mosaik. Die anschließenden Teile des Mosaiks sind später ausgelegt worden, als dieser Raum mit dem Nachbarraum zusammengelegt wurde. Die Qualität dieses Teils des Bodens liegt unter dem Orpheusmosaik. Dieser Teil des Mosaikbodens zeigt vier Bildstreifen, drei davon mit figürlichen Szenen. Im ersten Feld sieht man die Büste von Neptun oder Oceanus. Meerestiere schwimmen um ihm herum. Ein zweites stark zerstörtes Feld zeigte wahrscheinlich eine Jagd und das dritte Feld zeigte Meerestiere. Das vierte Feld ist rein geometrisch dekoriert. Große Teile des Mosaiks befinden sich heute im British Museum in London, ein einzelnes Fragment befindet sich im Bristol City Museum. Alle weiteren Mosaiken der Villa sind mit geometrischen Mustern dekoriert und wurden nach den Ausgrabungen wieder zugeschüttet. Die Mosaiken und die Villa datieren in das vierte Jahrhundert.